# Instytut Finansów Państwowej Wyższej Szkoły Zawodowej w Nysie
Instytut Finansów Państwowej Wyższej Szkoły Zawodowej w Nysie – jednostka dydaktyczno-naukowa należąca do struktur Państwowej Wyższej Szkoły Zawodowej w Nysie. Posiada uprawnienia do nadawania tytułu zawodowego licencjata. Prowadzi działalność dydaktyczną i badawczą związaną z ekonomią ze szczególnym uwzględnieniem zarządzania finansami, podejmowania decyzji inwestycyjnych i finansowych, zarządzania ryzykiem inwestowania. Instytut zasadniczo oferuje studia na kierunku finanse i rachunkowość o specjalnościach: rachunkowość i kontrola finansowa, finanse przedsiębiorstw, zabezpieczenie społeczne. Kształci on studentów na studiach stacjonarnych i studiach niestacjonarnych. Aktualnie zatrudnionych jest 14 pracowników naukowo-dydaktycznych, z czego 1 na stanowisku profesora zwyczajnego, 2 profesora nadzwyczajnego z tytułami naukowymi doktora habilitowanego, 7 wykładowców ze stopniem naukowym doktora, 2 wykładowców tytułem magistra i 2 asystentów z tytułem magistra. 
W roku akademickim 2011/2012 na instytucie studiowało łącznie 453 studentów (z czego 356 w trybie dziennym i 97 w trybie zaocznym). Siedzibą instytutu jest Gmach Główny im. Christopha Scheinera przy Chodowieckiego 4. Budynek ten o łączne powierzchni 2890,89 m² mieście w sobie dziekanaty instytutów: finansów, historii, informatyki, jazzu i zarządzania, bibliotekę i czytelnię, Dział Praktyk, Studium Nauk Podstawowych, Dział Kontaktów Zewnętrznych oraz 5 sal wykładowych wyposażonych w projektory multimedialne i nagłośnienie. Budynek został wybudowany w 2000 roku.

## Adres
Instytut Finansów PWSZ w Nysie

Gmach Główny im. Christopha Scheinera 

ul. Chodowieckiego 4 

48-300 Nysa

## Władze (2008-2012)
- Dyrektor: prof. dr hab. Andrzej Nowak
- Zastępca Dyrektora: dr inż. Danuta Seretna-Sałamaj

## Historia
Instytut Finansów PWSZ w Nysie został założony w 2001 roku jako pierwsza z pięciu jednostek organizacyjnych tej uczelni z inicjatywy ówczesnego jej rektora oraz współtwórcy prof. dra hab. Ryszarda Knosali. Poparcie dla tej idei wyrazili pracownicy naukowi z Politechniki Wrocławskiej, Uniwersytetu Zielonogórskiego, Akademii Ekonomicznej im. Oskara Langego we Wrocławiu oraz Wyższej Szkoły Oficerskiej Wojsk Lądowych im. Generała Tadeusza Kościuszki we Wrocławiu. Pierwszym dyrektorem została wybrana dr hab. Zofia Wilimowska, która praktycznie od podstaw zorganizowała instytut, na którego siedzibę przeznaczono nowo wybudowany gmach w śródmieściu Nysy przy ul. Chodowieckiego 4. W roku akademickim 2001/2002 pierwsi studenci rozpoczęli naukę na kierunku finanse i zarządzanie organizacjami. W latach 2003–2005 studenci mogli studiować już kierunek finanse i bankowość, a od 2006 roku instytut oferuje kształcenie na kierunku finanse i rachunkowość. Początkowo kadrę naukowo-dydaktyczną tworzyło 7 pracowników, jednak w późniejszym okresie liczba ta wzrosła do kilkunastu osób. W 2008 roku na nowego dyrektora instytutu wybrano prof. dra hab. Andrzeja Nowaka.

## Pracownicy
W Instytucie Finansów PWSZ w Nysie zatrudnionych jest obecnie 14 pracowników naukowo-dydaktycznych, z czego 1 na stanowisku profesora zwyczajnego, 2 profesora nadzwyczajnego z tytułami naukowymi doktora habilitowanego, 7 wykładowców ze stopniem naukowym doktora, 2 wykładowców tytułem magistra i 2 asystentów z tytułem magistra:
- prof. dr hab. Andrzej Nowak
- dr hab. Mariusz Czekała, prof. PWSZ w Nysie
- dr hab. inż. Zofia Wilimowska, prof. PWSZ w Nysie,
- dr inż. Danuta Seretna-Sałamaj
- dr inż. Grzegorz Chodak
- dr Magdalena Hopej-Kamińska
- dr inż. Robert Kamiński
- dr inż. Zbigniew Kulas
- dr Marlena Rogus
- dr inż. Marek Wilimowski
- mgr Mariola Chwalenia
- mgr inż. Adriana Halikowska
- mgr Joanna Szczepańska
- mgr Agnieszka Szpara

## Kierunki kształcenia
Instytut Finansów PWSZ w Nysie oferuje kształcenie na kierunku finanse i rachunkowość. Studenci mają do wyboru trzy specjalizacje takie jak:
- rachunkowość i kontrola finansowa
- finanse przedsiębiorstw
- zabezpieczenie społeczne

Absolwent 6-semestralnych studiów uzyskują tytuł zawodowy licencjata. Absolwenci tego kierunku mogą podjąć pracę w przedsiębiorstwach produkcyjnych i jednostkach usługowych lub budżetowych oraz instytucjach finansowych (bankach, biurach rachunkowych). Poza tym mogą oni samodzielnie prowadzić małą firmę produkcyjną lub usługową, a także podjąć studia magisterskie uzupełniające w uczelniach krajowych i zagranicznych.
Poza tym Instytut Finansów PWSZ w Nysie prowadzi dwusemestralne studia podyplomowe z zakresu zabezpieczenia społecznego i zarządzanie finansami przedsiębiorstw.